# La Glace (Alberta)
Pour les articles homonymes, voir La Glace.
La Glace est un hameau (hamlet) du Comté de Grande Prairie No 1, situé dans la province canadienne d'Alberta.

## Démographie
En tant que localité désignée dans le recensement de 2011, La Glace a une population de 181 habitants dans 73 de ses 77 logements, soit une variation de -11.7% par rapport à la population de 2006. Avec une superficie de 0,823 3 km2, le hameau possède une densité de population de 219,847 0 hab/km2 en 2011.
Concernant le recensement de 2006, La Glace abritait 205 habitants dans 74 de ses 78 logements. Avec une superficie de 0,823 3 km2, le hameau possédait une densité de population de 249,0 hab/km2 en 2006.